# Maserati Ghibli (2013)
Maserati Ghibli – samochód osobowy klasy wyższej produkowany pod włoską marką Maserati w latach 2013–2024. 

## Historia i opis modelu

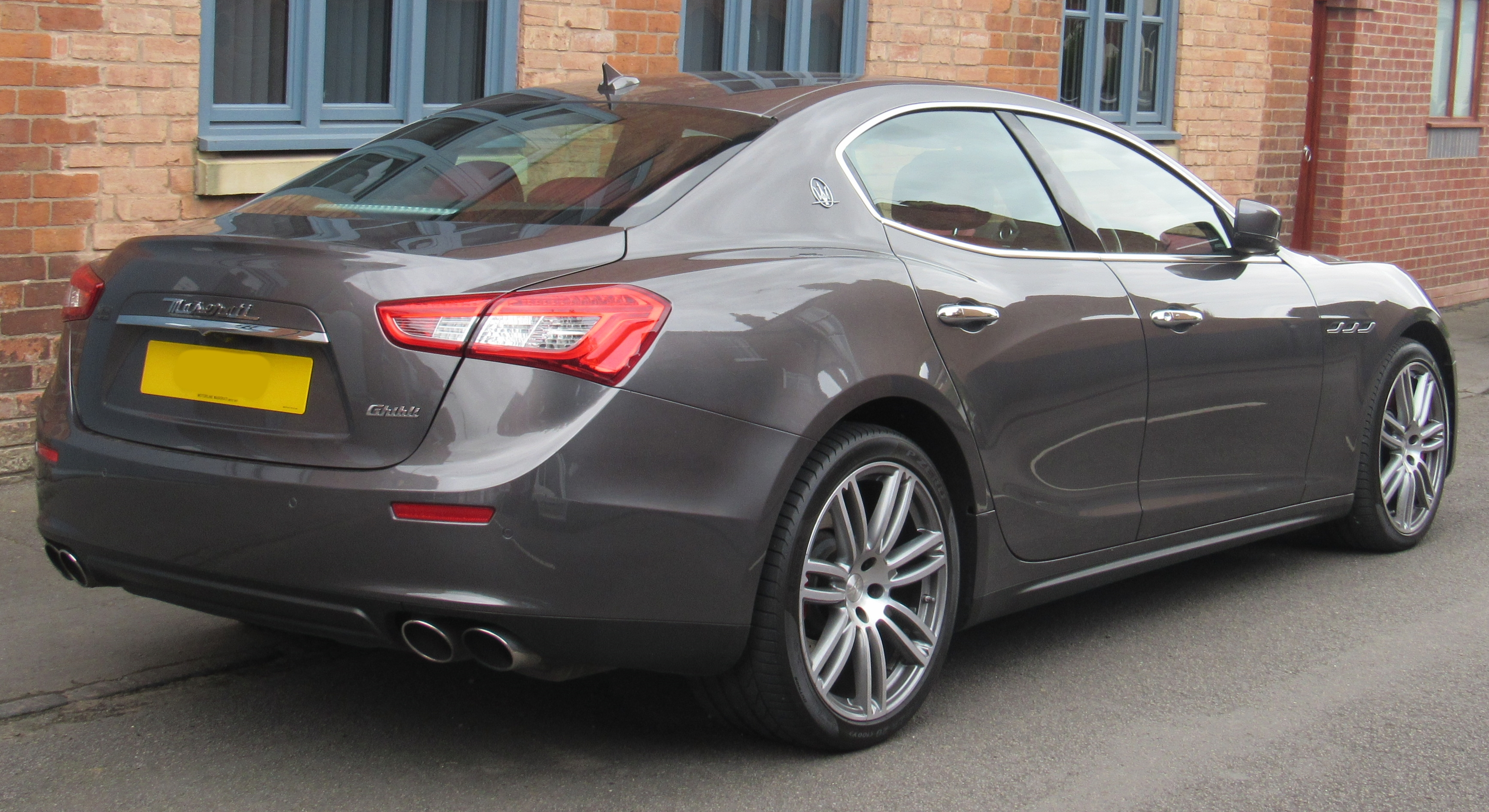
Maserati Ghibli - tył

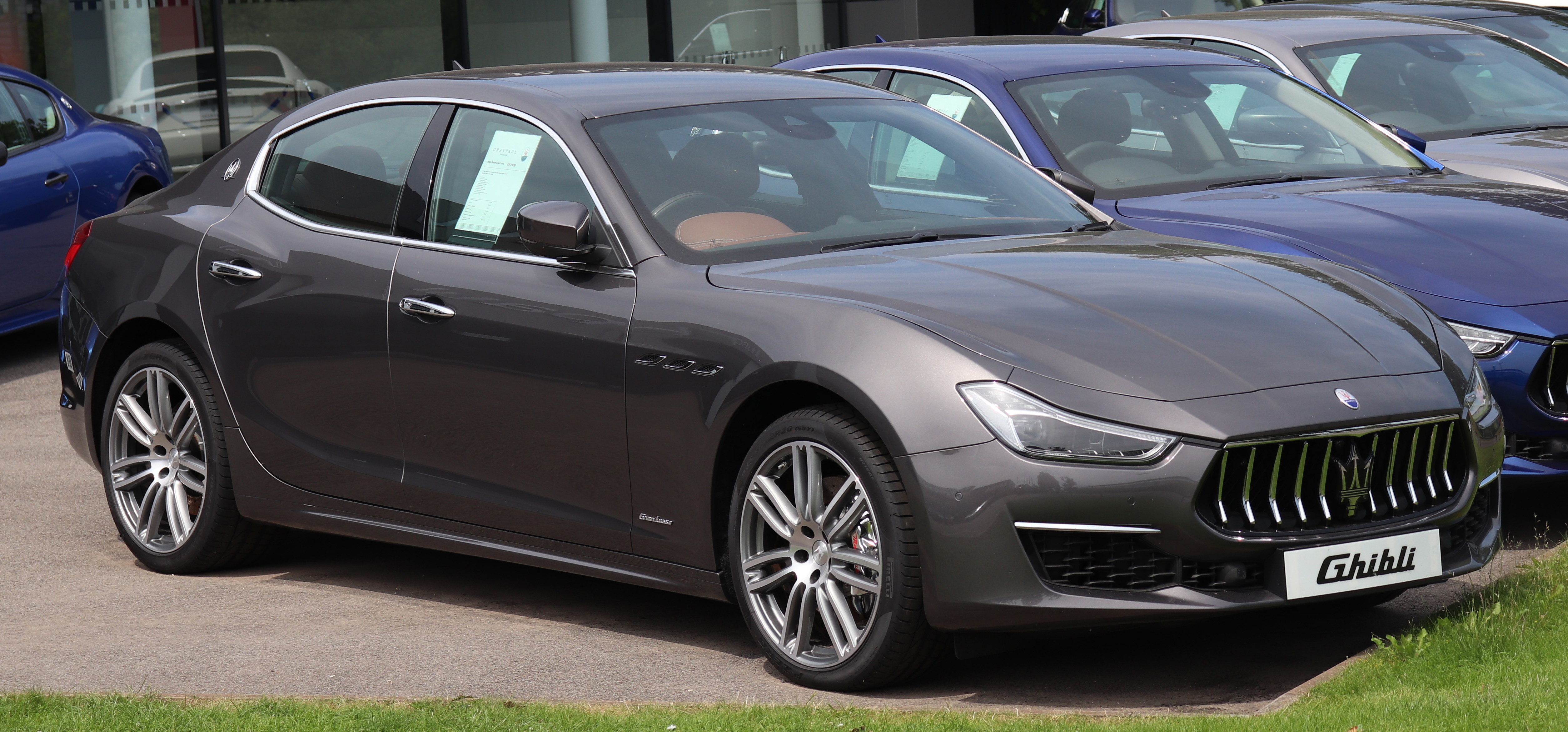
Maserati Ghibli po liftingu

Samochód został pierwszy raz pokazany w 2013 roku na targach samochodowych w Szanghaju w Chinach. To jest już trzeci model Maserati nazwany Ghibli, ale z poprzednikami nie ma nic wspólnego oprócz nazwy.
Wszystkie wersje Ghibli posiadają 8-biegową skrzynię ZF 8HP oraz mechanizm różnicowy o ograniczonym poślizgu. W opcji znajduje się adaptacyjne zawieszenie Skyhook. Maserati Ghibli dzieli płytę podłogową z szóstą generacją Quattroporte, ale ma 20 cm krótszy rozstaw osi, a całkowita długość jest krótsza o 29 cm. Zawieszenie bazuje na podwójnych wahaczach poprzecznych z przodu, a z tyłu znajduje się zawieszenie typu multilink.

### Warianty
Od początku produkcji Ghibli jest dostępne w czterech wersjach:
- Ghibli S Q4 z 3,0-litrowym benzynowym silnikiem V6 Twin-turbo o mocy 430 KM wraz z napędem na cztery koła Q4.
- Ghibli S z 3,0-litrowym benzynowym silnikiem V6 Twin-turbo o mocy 410 KM.
- Ghibli z 3,0-litrowym benzynowym silnikiem V6 Twin-turbo o mocy 350 KM.
- Ghibli Diesel z 3,0-litrowym silnikiem wysokoprężnym o mocy 275 KM.
- Ghibli Trofeo z 3,8-litrowym silnikiem V8 Twin-turbo o mocy 580KM[3].

### Napęd na cztery koła Q4
Sportowa wersja S jest dostępna z napędem na cztery koła. Do skrzyni biegów dołączona jest skrzynia rozdzielcza zawierająca elektronicznie sterowane wielotarczowe sprzęgło mokre, które przekazuje moc poprzez wał napędowy do mechanizmu różnicowego. Podczas normalnej eksploatacji napędzane są tylko tylne koła. W razie potrzeby system może dołączyć napęd na przód (maksymalnie 50%). System waży 59 kg. Napęd Q4 znajduje się w 70% sprzedanych samochodów w Ameryce. Napęd nie różni się od tego stosowanego w modelu Quattroporte.

### Personalizacja
Ghibli jest dostępne w trzynastu kolorach: Nero, Bianco, Nero Ribelle, Grigio Maratea, Grigio, Grigio Metallo, Bronzo Siena, Champagne, Blue Passione, Blue Emozione, Rosso Folgore, Rosso Energia oraz Bianco Alpi. Do wyboru są felgi od 18 aż do 21 cali.
We wnętrzu dostępne są tylko skórzane tapicerki, a do wykończenia mogą zostać użyte następują materiały:
- włókno węglowe
- drzewo Radica
- drzewa Ebano
- Black Piano
- Dark Mirror.

### Bezpieczeństwo
Maserati Ghibli w testach bezpieczeństwa Euro NCAP w 2013 roku otrzymał pięć gwiazdek. Bezpieczeństwo kierującego wyniosło 95%.
W teście IIHS otrzymało najlepszą ocenę „Good” we wszystkich czterech testach (częściowe uderzenie czołowe, uderzenie boczne, wytrzymałość dachu, test siedzeń oraz zagłówków). Ghibli zostało odznaczone wyróżnieniem „Top Safety Pick”.

### Ghibli Zegna Edition
W 2014 roku na Paris motor show Maserati zaprezentowało specjalną wersję Zegna Edition. Jest to już kolejny koncept, powstały we współpracy z domem mody Ermenegildo Zegna po Quattroporte. W kabinie występuje skóra Poltrona Frau oraz jedwabna tkanina w kolorze antracyt na podsufitce. Strona zewnętrzna ma potrójna warstwę specjalnego lakieru Azzurro Astro, a 20-calowe koła – Liquid Silver.

### Silniki
Silnik benzynowy V6 o pojemności 2979 cm³ został zaprojektowany przez Maserati, ale budowany jest przez Ferrari.
Ghibli to pierwszy model w historii Maserati dostępny także z silnikiem wysokoprężnym. Zaprojektowany został przez VM Motori i jest produkowany we Włoszech.
| Wersja                                          | Silnik                            | Moc                                  | Moment obrotowy                        | Napęd | Prędkość maksymalna | 0–100 km/h | Emisja CO2 |
| ----------------------------------------------- | --------------------------------- | ------------------------------------ | -------------------------------------- | ----- | ------------------- | ---------- | ---------- |
| Warianty z silnikiem benzynowym:                |                                   |                                      |                                        |       |                     |            |            |
| Ghibli Hybrid                                   | R4 2,0 l (1997cm³) Turbo MHEV     | 330 KM (243 kW) przy 5750 obr./min   | 450 N⋅m (332 lb⋅ft) przy 4000 obr./min | RWD   | 255 km/h            | 5,7 s      | 192 g/km   |
| Ghibli Trofeo                                   | V8 3,8 l (3799cm³) Twin Turbo     | 580 KM (426,5 kW) przy 6750 obr./min | 730 N·m przy 2250–5250 obr./min        | RWD   | 326 km/h            | 4,3 s      | 279 g/km   |
| Ghibli S Q4                                     | V6 3,0 l (2979cm³) Twin Turbo     | 410 KM (302 kW) przy 5500 obr./min   | 550 N·m przy 1750–5000 obr./min        | AWD   | 284 km/h            | 4,8 s      | 246 g/km   |
| Ghibli S                                        | V6 3,0 l (2979cm³) Twin Turbo     | 410 KM (302 kW) przy 5500 obr./min   | 550 N·m przy 1750–5000 obr./min        | RWD   | 285 km/h            | 5 s        | 243 g/km   |
| Ghibli                                          | V6 3,0 l (2979cm³) Twin Turbo     | 350 KM (257 kW) przy 5000 obr./min   | 500 N·m przy 1750–4500 obr./min        | RWD   | 263 km/h            | 5,6 s      | 223 g/km   |
| Warianty z silnikiem wysokoprężnym:             |                                   |                                      |                                        |       |                     |            |            |
| Ghibli Diesel                                   | V6 3,0 l (2,987 cm³) Turbo diesel | 275 KM (202 kW<) przy 4000 obr./min  | 570 N·m przy 2000–2600 obr./min        | RWD   | 250 km/h            | 6,3 s      | 184 g/km   |
| Ghibli Diesel 250*                              | V6 3,0 l (2,987 cm³) Turbo diesel | 250 KM (184 kW) przy 4000 obr./min   | 570 N·m przy 2000–2600 obr./min        | RWD   | 240 km/h            | 6,7 s      | 184 g/km   |
| * Wersja na rynek włoski, niedostępna w Polsce. |                                   |                                      |                                        |       |                     |            |            |